# Квакерски страж на мира и обществото
 „Квакерският страж на мира и обществото“ (на английски: Quaker Peace & Social Witness QPSW или Friends Service Council) е британска квакерска организация.
Тъй като квакерите по традиция се противопоставят на насилието във всичките му форми, те отказват да служат в армията.
Квакерите, представени от „Квакерския страж на мира и обществото“, Лондон и „Американски благотворителен комитет на приятелите“, Вашингтон, са носители на Нобелова награда за мир за 1947 г. за своята мисия да предложат на хората, които отказват да служат в армията по религиозни причини, алтернатива на военната служба.